# Sini Vrăh, Plovdiv
Sini Vrăh (în bulgară Сини Връх) este un sat în comuna Asenovgrad, regiunea Plovdiv,  Bulgaria. 

## Demografie
Componența etnică a satului Sini Vrăh
     Bulgari (80%)
     Nicio identificare (20%)
     Altele (0%)
La recensământul din 2011, populația satului Sini Vrăh era de 15 locuitori. Din punct de vedere etnic, majoritatea locuitorilor (80%) erau bulgari. Pentru 20% din locuitori nu este cunoscută apartenența etnică.